# Сандифорд
Сандифорд (англ. Sandyford; ирл. Áth an Ghainimh) — пригород в Ирландии, находится в графстве Дун-Лэаре-Ратдаун (провинция Ленстер). Население — 5844 человек (2006, перепись).